# Жимбор (Брашов)
Жимбор (рум. Jimbor) — село у повіті Брашов в Румунії. Входить до складу комуни Хомород.
Село розташоване на відстані 193 км на північ від Бухареста, 53 км на північ від Брашова.

## Населення
За даними перепису населення 2002 року у селі проживали 483 особи.
Національний склад населення села:
| Національність | Кількість осіб | Відсоток |
| -------------- | -------------- | -------- |
| угорці         | 408            | 84,5%    |
| цигани         | 40             | 8,3%     |
| румуни         | 34             | 7,0%     |

Рідною мовою назвали:
| Мова      | Кількість осіб | Відсоток |
| --------- | -------------- | -------- |
| угорська  | 423            | 87,6%    |
| румунська | 58             | 12,0%    |